# Tudal
Tudal (malajski: Bukit Tudal), jedno je od najvećih brda koje dijele Mukim Amo, u okrugu Temburong u Bruneju i dizivija Limbang, država Sarawak, u Maleziji.

## Opis
Brdo Retak nalazi se sjeverno od brda Pagon s visinom od 1,181 metara, i jedno je od najvećih brda u Bruneju. Biljka Lasianthus bruneensis je pronađena na brdu, kao i pješčenjak Meligan pronađen na izvorištu rijeke Temburong između brda Tudal i brda Lesong. Mješavina brdskih šuma također raste na brdima Tudal i Pagon.